# حوكمة الأوقاف
حوكمة الأوقاف نظام إدارة وتحكم لإجراءات الأوقاف ضمن شروط الواقف، ومصلحة الوقف وتنمية المجتمع، وتبرز أهمية الحوكمة في الحفاظ على الأصل الوقفي، وتأصيل دور الأوقاف في المجتمع، واحترام شرط الواقفين، وأهم مبادئ الحوكمة الوقفية، الإفصاح، والمساءلة، ومحاربة الفساد، والتمكين وغيرها، ومن متطلبات الحوكمة في المؤسسات الوقفية، توفير البيانات والمعلومات والإحصاءات اللازمة لإتمام عملية تنمية الأوقاف، وكفاءة الموارد المالية والبشرية في إدارة الأوقاف، وأن تكون هناك مرجعية رقابية مستقلة، ومن أهم المعالم الأساسية لضبط الحوكمة الصيغة الوقفية والمصلحة الشرعية والقانون الأساسي واللوائح الداخلية، وتعتمد الحوكمة في تحقيق الشفافية في مؤسسة الوقف على مجموعة من الأدوات منها الرقابة الشرعية والرقابة الداخلية والرقابة الخارجية، ويجب التوفيق بين حوكمة الوقف ومقاصد الواقفين من خلال الالتزام بشروط الواقف، واستثمار أموال الوقف، وسلطات الموقوف عليهم في إدارة ومتابعة شؤون الوقف، ومن تطبيقات الحوكمة في أنظمة الأوقاف، اعتماد سياسات الاستقطاب والتسويق، ومن معوقات الحوكمة، طغيان شخصية الواقف والفتاوى النظرية غير المتخصصة، وتدخل الحكومات في قطاع الأوقاف، وضعف أداء أعضاء مجلس الإدارة، والتعدي بقوة الاستعمار والاحتلال الأجنبي على مصادرة أوقاف المسلمين وأحباسهم.

## الحوكمة
مصطلح الحوكمة من المصطلحات التي تم تطويرها، وتعني باللغة المنع من الفساد، يستعمل في استخدامات تفيد الضبط والرقابة على أعمال المنظمات، والتحكم والرقابة والضبط لعمليات الأوقاف.
حوكمة الأوقاف: نظام إدارة وتحكم لإجراءات الأوقاف، ضمن شروط الواقف ومصلحة الوقف وتنمية المجتمع.

## أهمية الحوكمة
1. الحفاظ على الأصل الوقفي.
2. تأصيل دور الأوقاف في المجتمع.
3. احترام شرط الواقفين.
4. ضمان حقوق الموقوف لهم في الريع.
5. جذب المستثمرين والممولين لمشاريع الأوقاف.
6. تقليل المخاطر في واقع الأوقاف.
7. زيادة القيمة السوقية للأصول الوقفية.
8. رفع مستويات الأداء الوقفي.[8]

## مبادئ الحوكمة الوقفية
1. الإفصاح أو الشفافية: وتعني الكشف عن الصورة الحقيقية للوقائع والاحداث التي تقع بالمؤسسة، ومناقشتها بشكل علني دون مواربة.
2. المساءلة: وتتمحور حول تقييم أعمال المؤسسة من مدخلات ومخرجات، وطريقة الأداء، وتقويم القائمين على النظارة الوقفية.
3. محاربة الفساد: وتشير الي محاربة أي استغلال للسلطة أو المنصب في المؤسسة للوصول الي منفعة خاصة.
4. التمكين: يتم تمكين جميع الأطراف أو أصحاب المصالح للأوقاف، من متابعة الأهداف المشروعة لتحقيق النجاح.[9]
5. الاستجابة: وهي قدرة المؤسسة الوقفية على الاستجابة للمؤشرات الإيجابية المساهمة بتطوير العمليات الإدارية أو المالية أو غيرها.
6. أسلوب الإدارة: هو مزيج ما بين السياسة والاقتصاد، فالمسؤولية والتعايش والمحاسبة والمساواة، عناصر منسجمة في الطرح الوقفي.
7. حفظ حقوق الواقفين: تسهم هذه الخاصية في تحسين قدرة مؤسسة الوقف، وزيادة قيمتها السوقية، وتعمل على فرض الرقابة الفعالة على أداء مؤسسة الوقف، وتدعيم المساءلة المحاسبية، وتزيد من ثقة الواقفين الحاليين والمرتقبين، وتسهم في الحصول على التمويل المناسب، والتنبؤ بالمخاطر المتوقعة.[10]

## متطلبات الحوكمة في المؤسسات الوقفية
1. توفير البيانات والمعلومات والإحصاءات اللازمة، لإتمام عملية تنمية الأوقاف.
2. كفاءة الموارد المالية والبشرية لإتمام عمليات الأوقاف، كالنظام التقني والمحاسبي، أو الموظف الكفء.
3. المؤسسية في إدارة الأوقاف.
4. المشاركة في تأسيس السلطة التي تقود مؤسسات الأوقاف.
5. وضوح السلطات والمسؤوليات بالهيكل التنظيمي للمشاريع الوقفية.
6. أن تكون هناك مرجعية رقابية مستقلة.
7. نشر الوعي المؤسسي بين موظفي الأوقاف بأهمية حوكمة العمليات والإجراءات.
8. توفير القوانين واللوائح الخاصة بضبط الأداء الإداري لمؤسسة الوقف.[10]

## حوكمة إدارة المؤسسات الوقفية
نظراً لتعدد جهات الإدارة في واقع الأوقاف، يمكن حصر الأبرز منها منذ تأسيس الأوقاف وهي:
1. الإدارة الفردية: ويقصد بها الإدارة التي يقودها بالكامل شخصية الفرد الواحد، وهذا النوع من الإدارة لم يدم، بسبب تطوير الحياة المدنية والمؤسسية، وتطوير حجم الاعمال.
2. الإدارة الأهلية: وهي المؤسسات التي تكون مستقلة كاملة مثل الأفراد أو العائلات، أو تلك التي تحقق التعاون بين الناس بدلاً من الأغراض التجارية.[19]
3. الإدارة الحكومية: توارثت الحكومات في الدول العلم الإسلامي أوقافاً عديدة، أغلبها مخصص للأعمال الخيرية، فشكلت لذلك ما يسمى بوزارة الأوقاف، وهي المعنية بإدارة الأوقاف في الدولة.[20]
4. الإدارة المؤسسية: هي هيئات مستقلة تمارس صلاحيات واختصاصات نوعية على مستوى الدولة ككل، وتلزم القائمين عليها ان يضعوا خططاً تنفيذية واستراتيجية، ومنها يتم اصدار مؤشرات الأداء لقياس الأداء والإنتاج، وهذا النوع من الإدارة هو الأنسب والأقدر على الخضوع للحوكمة، لاسيما أنها تبرز أهمية العلاقة ما بين الإدارة التنفيذية ومجلس الواقفين أو المساهمين، وهذا ما يعزز التنمية المستدامة وزيادة أصول الممتلكات الوقفية.[20]

## معالم أساسية لضبط الحوكمة في مؤسسات الأوقاف
وهي معالم أشبه ما تكون بتوطئة للمعايير الشرعية والقانونية والمحاسبية والمالية والاستثمارية للوقف مثل:
1. الصيغة الوقفية: الصيغة ركن أساسي من أركان الوقف، وتثبيتها وضبطها شرعياً وقضائياً أمر لابد منه، قبل الانتقال للعمليات اللاحقة ووضع الفقهاء ضوابط لصحة شروط الصيغة من أهمها: التنجيز، وعدم التسويف، والتأبيد خلافاً للمالكية الذين أجازوا الوقف المؤقت، والإلزام، وعدم الاقتران بشرط باطل، وبيان المصرف[11]، ومما يجب ضبطه حوكمياً في ركن الصيغة، ضبط الأصل الوقفي كلياً قيمةً وأصولاً وسيولةً.[1]
2. المصلحة الشرعية: المعلم الأساس لأي مستجدات في نظام الوقف، ويجب أن يندرج ضمن مصلحة الوقف الشرعية، فالوقف يدور مع مصلحته وجوداً وعدماً، فالناظر يسعه التوسيع في استثمار الريع ولا يسعه في استثمار الأصول[12]، وقد أجاز بعض الفقهاء بيع الوقف والتصدق بمنفعته، قال الحنفية "إذا صار الوقف لا ينتفع به المساكين، فللقاضي أن يبيعه ويشتري بثمنه غيره، ولا يُفتى على قوله برجوعه إلى ملك الوقف وورثته بمجرد تعطله وخرابه".[21]
3. القانون الأساس واللوائح الداخلية: أي أن تكون المؤسسة قد اعتمدت من قبل ديوان الحكومة أو الدولة قانونها الأساسي، وتم التصديق عليها من قبل مجلس النظارة، ووضعت بين موظفيها اللوائح الداخلية لتيسير الأعمال وتنظيمها، وتوجه اللائحة الداخلية للبيئة الداخلية للمؤسسة، مثل بيئة العمل الخاصة بالموظفين، أو بيان صلاحيات المدراء ورؤساء الأقسام، وتفصيل في عمل الإدارات والاقسام، وطرق التواصل والصلاحيات المتاحة بينهم، فضلاً عن قواعد إعداد الحسابات الختامية.[1]

## دور أدوات الحوكمة في تحقيق الشفافية في مؤسسة الوقف
لكي تبنى المؤسسة الوقفية نظام الحوكمة في بنيتها الأساسية يتطلب أن يكون لديها أدوات قادرة على ضبط الحوكمة، لغرض تحقيق أكبر قدر من الشفافية ما بين الواقف والمؤسسة الوقفية، ويجب الاعتماد على عدة أدوات من أهمها:
1. الرقابة الشرعية: الرقابة الشرعية للوقف ملازمة له بكل مراحله ومعالمه، لأن الوقف عبادة شرعية، ويجب أن تضبط بنصوص وأحكام الشريعة الإسلامية، ويقصد منه "الاطمئنان من الالتزام بأحكام الشريعة الإسلامية، في استثمار أموال الوقف[22][15].
2. الرقابة الداخلية: وهي "التأكد من دقة تنفيذ أعمال معينة، وفقاً لقواعد التشريع الذي يحكم هذه الأعمال"، وتتنوع سلطة الرقابة المالية، فقد تكون رقابة إدارية، أو قضائية، أو سياسية، للتأكد من أن الأوقاف تخضع للمعايير الإدارية الصحيحة، وتخضع لمؤشرات أداء في أعمالها، فكان لابد من المراقبة، لأن هدفها زيادة الأصل الوقفي سوقياً ومالياً، فضلاً عن مضاعفات الريع من عام لآخر، ووجود الرقابة على مؤسسات الأوقاف يعطي عاملاً إيجابياً لصُناع القرار للالتزام بمعايير الجودة والنزاهة[16].
3. الرقابة الخارجية: تتولاها جهة محايدة مستقلة عن الوحدات التنفيذية، لضمان الحصول على تقارير دقيقة وصحيحة، فسلطة القضاء سابقاً كانت تمثل الرقابة الخارجية المستقلة عن ديوان الأوقاف، وهنا يتعاون القضاء والسلطة في منع أي تجاوز ضد المؤسسة الوقفية، وان كان الأمر متعلق في تقصير مسؤولين الأوقاف، وتكون لجهات أعلى كالحكومة أو مجلس النواب أو المجلس التنفيذي الذي يشرف على عمل المؤسسات الخيرية أو الوقفية، وذلك من أجل تعزيز وجود الحوكمة في مؤسسة الأوقاف، والتعزيز من مسؤوليات الحوكمة في الإشراف والتبصير والحكمة.

## التوفيق بين حوكمة الوقف ومقاصد الواقفين
يعد مبحث الوقف من المباحث الكبيرة، والتي يتجدد فيه القضايا والمستجدات بصورة دورية، ومن أبرزها ما يتعلق بشؤون الواقفين وشروطهم ومصارف أوقافهم مثل:
1. الالتزام بشروط الواقف.
2. استثمار أموال الوقف (الاستثمارات الآمنة).[17]
3. سلطات الموقوف عليهم في إدارة ومتابعة شؤون الوقف.[1][23]
4. نظم حماية حقوق أصحاب الشأن (الواقفين).[18]

## تطبيقات الحوكمة في أنظمة وعمليات الأوقاف
- التطبيق الأول: اعتماد سياسات الاستقطاب والتسويق لأغراض التوعية وزيادة الأصول: وتطبيق هذه العملية مستوحى من النصوص الشرعية التي تدعو للبذل والتضحية بالمال، ويكون بالتبرع كالصدقات والوقف.
- التطبيق الثاني: لا وقف صحيح دون حصره كأصل مالي خالص للموقوف لهم: وقد حددت حوكمة الأوقاف الوقفية بقولها "لا يعمل بالوقفية وحدها إلا إذا كانت مقيدة في سجل المحكمة الموقوف بها، والمعتمد عليه، فحينئذ يعمل بها"[1].
- التطبيق الثالث: صيانة الأوقاف من أساسات الاستثمار السليم للأوقاف: وتعتبر عملية أساسية من عمليات النظام الوقفي، وموضوع الصيانة للأوقاف يجب أن يكون من ريع الأوقاف، والصيانة مقدمة على الصرف على المستحقين، لأن المصلحة العامة تقدم على المصلحة الخاصة، فتعظيم الوقف وهو (المصلحة العامة = بقاء الأصل).
- التطبيق الرابع: المصارف الوقفية يجب أن تحقق رغبة الواقف: فقطاع الأوقاف قطاع خدمي، يتم من خلاله تقديم الخدمات الأساسية لأي مجتمع[9]، وهذا ما يجعل المشرع بداية يهتم بشرط الواقف، ليحترم ويلبى رغبته، فالمصارف من القضايا التي يجب أن يتم تطبيقها تطبيقاً صحيحاً في واقع عمليات الأوقاف، وأن يتم الصرف من ريع الأوقاف بناءً على شرط الواقف، كما قال ابن قدامة "مصرف الوقف يتبع فيه شرط الواقف"[14].
- التطبيق الخامس: استثمار الفائض من ريع الوقف: يذهب فقهاء المذاهب غالباً إلى صرف ما فضل من حاجة الوقف إلى آخر يشاركه في الجنس والصنف، فإن كان الوقف خاصاً بالمسجد وزاد عن ريعه عن الحاجة، فإنه يجوز للقيم أن يصرف الفاضل لمسجد آخر، لاتحاد الصنف أو الجنس وهو مصرف المسجد[24].
- التطبيق السادس: إنشاء وقف جديد من الوقف القائم يكون بالإدارة والاستثمار الآمن: أي أن يتم الاستفادة من الوقف الأصلي لإنتاج وقف جديد، بعد إتمام وحوكمة عمليات الأوقاف وهي: استقطاب، تسجيل، صيانة، صرف، استثمار الفائض، وهذه هي ثمرة حوكمة نظام الأوقاف، ومن أهم العناصر الاستراتيجية لإنشاء وقف جديد من الوقف القائم:
  - الجهد البشري.
  - الإمكانية المادية.
  - الوقت الزمني.[9]

## مؤشرات كفاءات المؤسسات الوقفية
يمكن إجمال مؤشرات كفاءات المؤسسات الوقفية من خلال الآتي:

### مجلس النظارة
وهو المجلس القائم على مراقبة العمليات والإجراءات ووضع السياسات التي تسهل أداء المؤسسة الوقفية.

### استثمار الموارد البشرية
وهو استثمار المؤسسات الوقفية للثروة البشرية العاملة، والاستثمار في الأفراد والموظفين، وذلك من خلال تطبيق سياسات التوظيف العادلة، وتطوير نظام مكافآت وتشجيع الكفاءات البشرية ذات الأداء المتميز على البقاء في المؤسسة، وهذا كله يتم من خلال المؤسسة القادرة على تخطيط وإدارة قسم الموارد البشرية.

### تطوير أدوات قياس أداء العمليات
وهذا المؤشر يعني تقليل الوقت وحفظه، فالإجراءات التي توضع من قبل النظارة الوقفية لإنجاز الخدمات للموقف أو الموقوف عليه، يجب أن تراعي عامل الوقت؛ والإدارة الوقفية يجب عليها أن تعمل بكافة وسائل البحث والأدوات في سبيل تحقيق الجودة في معايير برامجها وفعاليتها ومنتوجاتها.

### إدارة المؤسسات الوقفية القائم على أسس الإدارة في الإسلام
وهو الالتزام بالأحكام الشرعية في إدارة أموال المؤسسة الوقفية، والتخطيط المحكم لتنفيذ الأنشطة، والمتابعة المستمرة لتقويم الأداء للأنشطة المختلفة، والجمع بين الالتزام بمبادئ وأحكام الشريعة الإسلامية، واستخدام الأدوات والوسائل الحديثة.

## معوقات تطبيق الحوكمة في مؤسسة الأوقاف
1. إدارة المؤسسات الوقفية بطريقة المركزية والسلطوية.
2. طغيان شخصية الواقف.
3. عدم تبني مجلس الإدارة أو الإدارة التنفيذية الحوكمة أو السياسات الرشيدة، في تقييم وتقويم أعمال مؤسسة الأوقاف.
4. الفتاوى النظرية غير المتخصصة في الواقع العملي للأوقاف.
5. تدخل الحكومات في قطاع الأوقاف.
6. ضعف أداء أعضاء مجلس الإدارة أو النظارة في المؤسسة الوقفية.
7. التأثير السلبي للبيئة الخارجية لمؤسسة الأوقاف.
8. عدم تدبير الحجم الضخم للأوقاف كموارد وأصول، سواءً أكانت مادية أو بشرية.
9. اعتبار مشاكل الواقفين أنفسهم تجاه الوقف، أحد معوقات حوكمة الأوقاف.
10. فرض القوانين والتشريعات التي تمنع من تمكن المؤسسة الوقفية، من تطبيق معايير الحوكمة في أدائها أو استثماراتها ومشاريعها.
11. فقدان ديناميكية المؤسسة الوقفية في إيصال المعلومة الدقيقة في وقتها المناسب.
12. توسيع مظاهر الفساد الإداري والمالي في قطاع الأوقاف.
13. التعدي بقوة الاستعمار والاحتلال الأجنبي على مصادرة أوقاف المسلمين وأحباسهم[1].

## وصلات خارجية
- حوكمة الأوقاف وإدارة أعمالها الرئيسة
- الحوكمة من منظور إستراتيجي
- قواعد حوكمة الأوقاف